# Motore a razzo

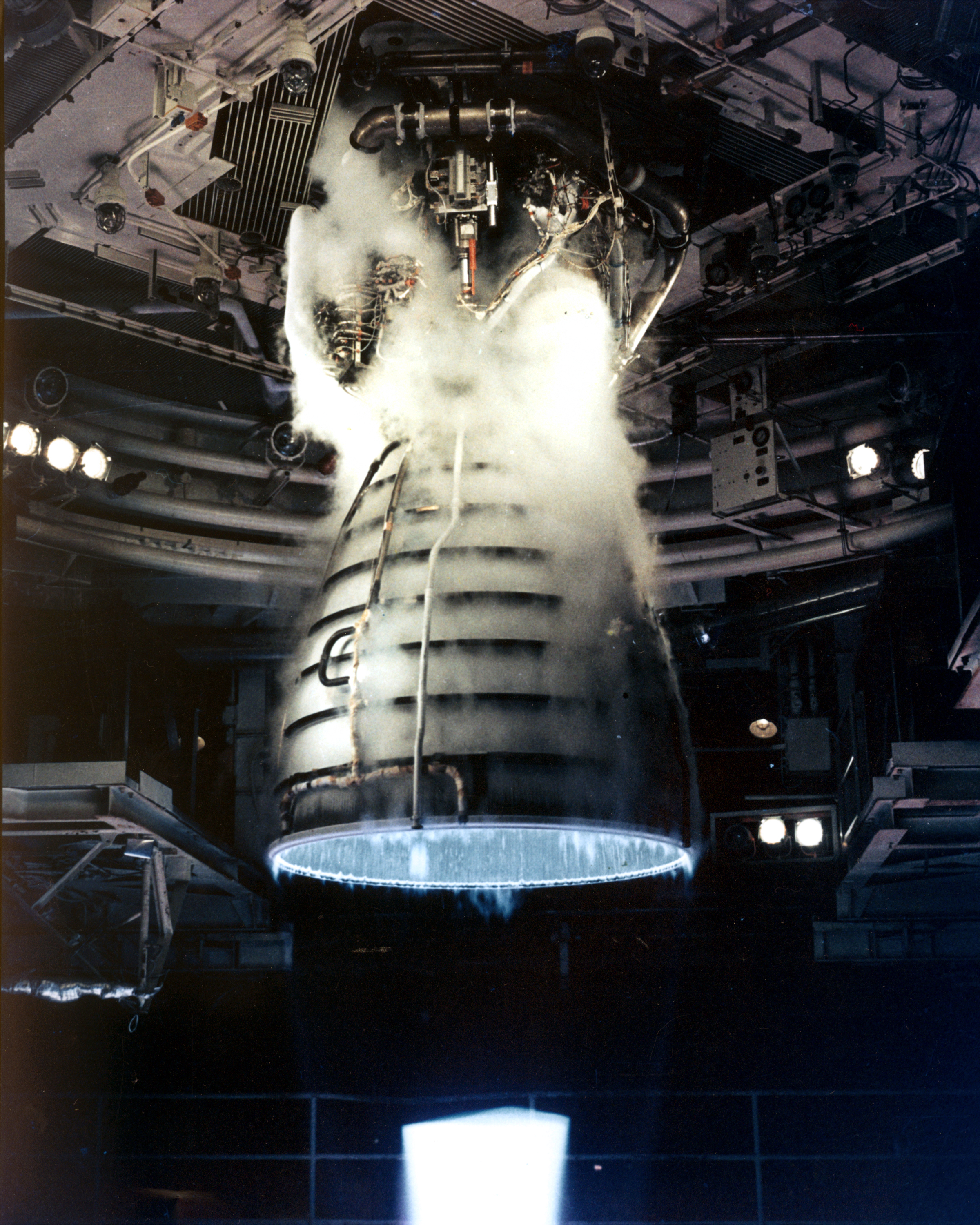
Prova di tiro (collaudo) di un propulsore del SSME della navetta statunitense Space Shuttle.

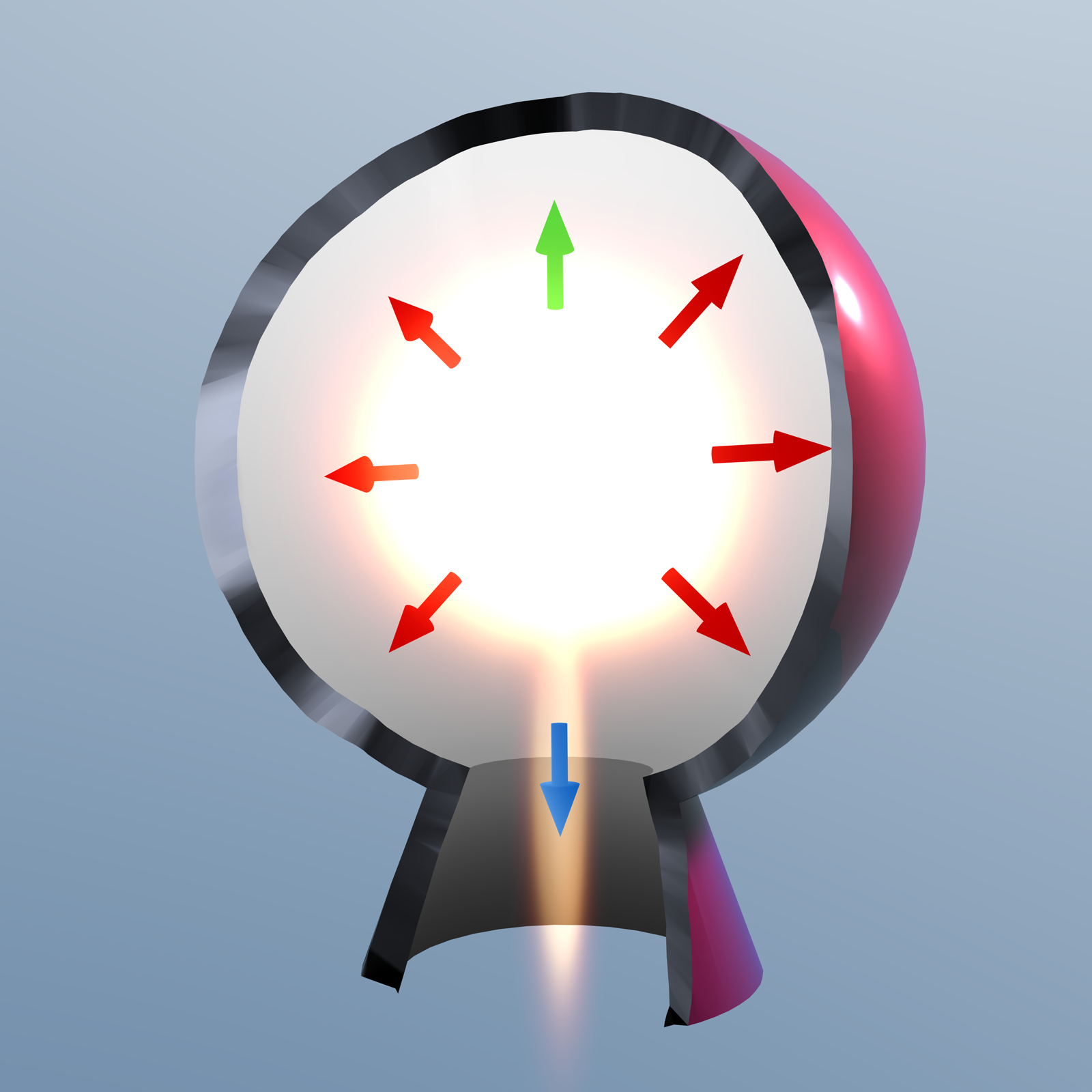
Principio di funzionamento

In aeronautica, il motore a razzo (meno comune propulsore a razzo), o endoreattore, è un motore a reazione che sfrutta il principio di azione e reazione per produrre una spinta; si distingue dagli esoreattori (motori a reazione) per la caratteristica di immagazzinare il comburente in appositi serbatoi, o già miscelato con il combustibile.
La maggior parte degli endoreattori sono motori a combustione interna.
Nei paesi di lingua anglosassone, alcuni autori distinguono tra liquid rocket engine o LRE (“motore a razzo” a combustibile liquido) e solid rocket motor o SRM (a combustibile solido).

## Descrizione

### Classificazione degli endoreattori
Gli endoreattori possono essere classificati in vari modi: secondo il tipo di energia immagazzinata, trasformata e cinetica in gioco, secondo le velocità di propagazione, secondo il tipo di alimentazione, ed altro.
In funzione dello scopo della missione si hanno:
- motori di accesso allo spazio, comunemente veicoli di lancio o lanciatori, la cui caratteristica è l'immissione in orbita di un carico utile (payload): gli attuali motori da lancio sono a propulsione chimica (liquidi o solidi) e a più stadi (almeno due stadi).
- motori da navigazione nello spazio che permettono manovre orbitali del veicolo spaziale, correzioni di assetto, rifasamento sull'orbita, etc.

In funzione della eventuale riusabilità del propulsore, si hanno:
- propulsori a perdere (expendable), se il motore non viene recuperato per missioni successive. È il caso di quasi tutti i lanciatori moderni delle famiglie Ariane.
- propulsori riutilizzabili (reusable), se possono essere riutilizzati per successive missioni: è il caso dei booster di accelerazione a propellente solido dello Space shuttle, il cui involucro venne recuperato per alcune missioni, della stessa navetta americana (chiamata orbiter) che è un vero e proprio lanciatore, sebbene non sia completamente recuperabile, oppure del primo stadio dei razzi Falcon 9 e Falcon Heavy dell'azienda americana SpaceX.

### Tipi di energia negli endoreattori
Il fenomeno propulsivo è diviso sostanzialmente in tre fasi, ognuna caratterizzata da notevoli scambi energetici e termici.
- L'energia primaria di un endoreattore è associata al serbatoio dei propellenti, qualsiasi essi siano. Si può avere
  - Energia primaria di tipo chimico, associata al contenuto energetico del guscio degli elettroni che circonda l'atomo di propellente: l'energia essenzialmente chimica viene trasformata in termica nella camera di combustione. Si hanno propulsori a propellente liquido (LP), propellente solido (SP), propellente ibrido (HP) o propellente gassoso (GP).
  - Energia primaria di tipo nucleare, associata al nucleo atomico: si possono avere motori a decadimento isotopico (utilizzati nelle sonde spaziali per generare potenza elettrica dove i pannelli solari non sono utilizzabili), oppure motori a fissione nucleare (progetto americano NERVA, testato a terra), fusione nucleare (sperimentato per tempi brevi solo in laboratorio).
  - Energia primaria di tipo elettrico: si hanno motori a ioni, al plasma o ad arco/resistenza.
  - Energia primaria di tipo radiante: la sorgente di energia è la radiazione solare (pannelli solari), laser (vele solari) o microonde.
- L'energia secondaria o trasformata è di due tipi: elettrica o termica.
  - Gli endoreattori a energia trasformata di tipo elettrico sono i cosiddetti endoreattori elettrici, in cui l'energia è essenzialmente di tipo elettrico.
  - Gli endoreattori a energia trasformata di tipo termico sono i classici motori a razzo provvisti di una camera di combustione in cui avvengono le reazioni chimiche per la produzione del gas che viene poi accelerato tramite un ugello de Laval. I motori a energia primaria chimica sono tutti a energia secondaria termica.
- L'energia cinetica o utile associata alla produzione della spinta:
  - L'energia cinetica è ottenuta per via termica mediante un ugello gasdinamico, che fa espandere un gas ottenuto in camera di combustione o riscaldato mediante scambiatori in caso non esista la camera di combustione (motori nucleari o eventualmente ad arco/resistenza). È il caso dei motori a razzo a energia primaria chimica ed energia secondaria termica, come tutti i motori da lancio e gran parte dei propulsori per manovre orbitali.
  - L'energia cinetica è ottenuta per via elettrica tramite un campo elettromagnetico con espulsione di cariche elettriche a forti velocità, con meccanismi di neutralizzazione a fine ugello elettromagnetico.

## Prestazioni dei motori a razzo
Le prestazioni di un endoreattore o motore a razzo sono espresse in termini di:
- Parametri dipendenti dalle dimensioni del lanciatore, come la spinta;
- Parametri legati alla missione propulsiva, come il rapporto spinta/peso;
- Parametri legati alle prestazioni del propulsore, come l'Impulso specifico ponderale;
- Altri parametri: velocità equivalente di efflusso, velocità caratteristica, coefficiente di spinta.

### Spinta
Da un punto di vista elementare il principio fisico che spiega il funzionamento del motore a razzo è il terzo principio della dinamica.
Una formulazione più raffinata del principio conduce alla legge di conservazione della quantità di moto.
Considerando l'equazione della conservazione della quantità di moto del sistema composto dal razzo e dal fluido espulso in un intervallo Δt, si può osservare come il sistema passi da uno stato con massa M e velocità V all'istante t, ad un sistema composto da un razzo con massa M − Δm (Δm è la massa espulsa nel tempo Δt) con velocità V + ΔV e da un gas di massa Δm che si muove con velocità V − ue (ue è la velocità del getto relativa al razzo, supposta costante; il segno meno indica che il gas viene espulso in direzione opposta a quella del razzo).
Utilizzando la legge di conservazione della quantità di moto otteniamo che la derivata rispetto al tempo della quantità di moto del nostro sistema (razzo + gas espulso) deve risultare uguale alla somma delle forze agenti sul sistema.
Indicando con Fe (forze esterne) questa somma e passando al limite per Δt tendente a 0 si ha che:
{\displaystyle S=m{\frac {dV}{dt}}=F_{e}+{\dot {m}}_{p}u_{e}}
ossia la spinta del motore a razzo (determinata da un ugello gasdinamico) risulta, esplicitando le forze esterne in funzione delle pressioni
{\displaystyle S=(p_{e}-p_{a})A_{e}+{\dot {m}}_{p}u_{e}}
dove 
- pe è la pressione sulla sezione di efflusso dell'ugello di scarico;
- pa è la pressione ambiente, che dipende dalla quota (pa = pa(z)). Nel caso di motore spaziale pa = 0.
- Ae è l'area della sezione di efflusso dell'ugello.
- {\displaystyle {\dot {m}}_{p}} è la portata massica di propellente che fuoriesce dall'ugello.

Il termine {\displaystyle \left(p_{e}-p_{a}\right)A_{e}} viene chiamato termine statico della spinta, e contribuisce al massimo al 25% della stessa, mentre il termine {\displaystyle {\dot {m}}_{p}u_{e}} è il termine dinamico.
Nel caso l'ugello sia in configurazione adattata, ossia {\displaystyle p_{a}=p_{e}}, risulta
{\displaystyle S={\dot {m}}_{p}u_{e}}
La spinta, essendo una forza, si misura in newton (simbolo: N). Motori da lancio hanno spinte dell'ordine dei MN, mentre motori da navigazione spaziale hanno spinte di pochi newton, anche millinewton.

### Rapporto spinta/peso, S/W
Il rapporto spinta/peso, comunemente indicato come S/W o T/W è un parametro importante (anche se un parametro grezzo e non qualitativo) dei diversi tipi di propulsore. Il rapporto è per definizione adimensionale. 
- I motori da lancio sono caratterizzati da {\displaystyle S/W>1}, condizione necessaria per elevarsi da terra. A fine combustione i propulsori chimici arrivano anche a rapporti dell'ordine delle decine (anche fino a 30 per certi motori a propellente solido).
- I motori da navigazione spaziale sono caratterizzati da {\displaystyle S/W<<1}, poiché il cambio dello stato di moto non deve contrastare la forza peso.

### Impulso specifico ponderale
L'impulso specifico ponderale è un parametro fondamentale per individuare le prestazioni di un propulsore. È definito come il rapporto tra l'impulso totale e la forza peso della massa di propellente consumato, ossia:
{\displaystyle I_{sp}={\frac {I_{tot}}{mg_{0}}}}
L'impulso totale può essere visto come la spinta S (modulo del vettore spinta) per il tempo totale di combustione, da cui l'impulso specifico ponderale risulta essere la spinta sulla portata ponderale di propellente consumato (portata in peso)
{\displaystyle I_{sp}={\frac {S}{\dot {w}}}={\frac {S}{g_{0}{\dot {m}}}}}
dove {\displaystyle {\dot {w}}} rappresenta la portata ponderale di propellente consumato, mentre {\displaystyle {\dot {m}}} la portata massica di propellente consumato.
Esplicitando la spinta si ha
{\displaystyle I_{sp}={\frac {{\dot {m}}u_{e}+(p_{e}-p_{a})A_{e}}{\dot {w}}}={\frac {1}{g_{0}}}\left(u_{e}+{\frac {(p_{e}-p_{a})A_{e}}{\dot {m}}}\right)}
Nel caso di ugello adattato, la parte statica dell'espressione della spinta S diventa nulla ({\displaystyle p_{e}=p_{a}}), da cui
{\displaystyle I_{sp}={\frac {u_{e}}{g_{0}}}}
dove {\displaystyle u_{e}} rappresenta la velocità di efflusso dei gas combusti relativa al lanciatore.

### Velocità equivalente di efflusso
Viene introdotta per semplicità di calcolo delle prestazioni di un propulsore termico (caratterizzato da un ugello gasdinamico) in condizioni non adattate.
{\displaystyle c=u_{e}+{\frac {(p_{e}-p_{a})A_{e}}{\dot {m}}}}

### Velocità caratteristica
La velocità caratteristica è un parametro di merito della camera di combustione di un motore a razzo: valori elevati indicano processi di conversione dell'energia termochimica molto efficienti.
{\displaystyle c^{*}={\frac {p_{c}A_{t}}{\dot {m}}}}
dove 
- {\displaystyle p_{c}} è la pressione in camera di combustione, dell'ordine delle centinaia di atmosfere.
- {\displaystyle A_{t}} è l'area di gola dell'ugello.

Il reciproco della velocità caratteristica è chiamato coefficiente di efflusso. I valori della velocità caratteristica sono compresi solitamente tra 1500 e 3000 m/s.

### Coefficiente di spinta
Il coefficiente di spinta è definito come
{\displaystyle c_{s}={\frac {S}{p_{c}A_{t}}}}
ed esprime di quanto la spinta aumenta per la presenza del divergente supersonico rispetto al valore statico dato dalla pressione di camera di combustione per l'area di gola dell'ugello. Valori del {\displaystyle c_{s}} sono tipicamente compresi tra 1 e 2.

## Tipi di motori a razzo

### Motori chimici a propellente liquido
Il motore a razzo a combustibile liquido impiega due serbatoi separati contenenti il combustibile ed il comburente. I due componenti vengono inviati, attraverso delle pompe, ad una camera di combustione i cui prodotti transitano attraverso un ugello di scarico. La spinta dei motori a razzo a combustibile liquido può essere regolata agendo sulla velocità di alimentazione della miscela di propellente attraverso la regolazione delle pressioni di efflusso. Combustibile e comburente, che insieme costituiscono il propellente, sono i reagenti chimici nella camera di combustione dove avvengono le reazioni di ossido-riduzione che comportano i passaggi di stato in gas e l'aumento dell'energia termica del fluido. I componenti principali di un propulsore a propellente liquido sono:
- Serbatoi pressurizzati per il contenimento dei propellenti liquidi, stivabili (a temperature prossime a quella ambiente) o criogenici (a temperature parecchio sotto lo zero Celsius, come la coppia criogenica Idrogeno/Ossigeno liquidi).
- Sistemi di alimentazione.
- Testata di ignizione del propellente in camera di combustione.
- Camera di combustione in cui avvengono le reazioni chimiche e si crea il gas combusto. Le temperature arrivano anche a 2000-3500 K e le pressioni a centinaia di atmosfere.
- Ugello di scarico, di forma convergente-divergente, che lavora nella configurazione isoentropica supersonica per massimizzare la velocità di uscita dei gas, con velocità sonica nella sezione minima dell'ugello, chiamata sezione di gola.
- Sistemi di protezione termica, specialmente in camera di combustione e nella prima parte dell'ugello.
- Deflettori di fiamma per prevenire instabilità di combustione.
- Sistemi di controllo vettoriale della spinta che indirizzano i gas di scarico muovendo l'intero ugello o solo la parte finale, oppure secondo altre configurazioni.

I propulsori a propellente liquido caratterizzano molti veicoli di lancio, come i motori principali SSME dello Space shuttle, ad idrogeno e ossigeno liquidi, oppure il motore principale dell'Ariane 5.
Gli impulsi specifici di propulsori a liquido arrivano fino a 500 secondi.

### Motori chimici a propellente solido
Il motore a razzo a combustibile solido è concettualmente assai semplice: è essenzialmente costituito da un involucro riempito di propellente e corredato di un ugello in corrispondenza della sezione d'uscita dei gas prodotti dalla combustione del propellente.
La massa di propellente contiene sia il combustibile sia il comburente così da determinare una completa combustione autoalimentata.
La spinta del motore a razzo a combustibile solido non può essere regolata: dipende dalla forma impressa alla superficie del propellente solido e dalla velocità di combustione.
Maggiore è la superficie esposta (superficie di combustione) e la velocità di combustione, maggiore è la spinta del motore. La velocità di combustione è strettamente legata al tipo di propellente utilizzato e alla pressione di esercizio (pressione di combustione). I componenti principali di un propulsore a propellente solido sono:
- La camera di combustione/serbatoio di propellente, che, in questo tipo di propulsori, è proprio l'involucro di propellente: durante la combustione il grano propellente degrada di alcuni mm/s e varia quindi le dimensioni della camera stessa.
- Un ugello gas dinamico in configurazione convergente/divergente, spesso con divergente conico per la presenza del particolato solido in fase di espansione.
- Sistemi di protezione termica.

Rispetto ai propulsori a liquido, i solidi sono caratterizzati da un'elevatissima prontezza operativa, poiché il grano propellente può essere stivato senza problemi anche per anni, e non necessita di turbopompe di alimentazione. Per questi motivi questi propulsori sono utilizzati anche per la maggior parte dei missili imbarcati. Altre applicazioni sono nei booster di accelerazione dei principali lanciatori, che forniscono una spinta nei primi istanti di volo (Solid rocket boosters nello Space shuttle, boosters di Ariane 5 o del nuovo lanciatore italo-europeo Vega e vega c).
Una caratteristica del propellente è contenere polveri e nanopolveri di metalli, specie Alluminio, che aumentano l'impulso specifico del propulsore.
Gli impulsi specifici di propulsori a solido arrivano fino a 280-300 secondi.

### Motori chimici a propellente ibrido
Sono caratterizzati da una configurazione mista liquido/solido. Si hanno 
- Motori ibridi con comburente solido e combustibile liquido.
- Motori ibridi con comburente liquido e combustibile solido.

A differenza dei solidi la combustione, una volta innescata, può essere interrotta. Al momento questo tipo di propulsori è allo studio, mentre è stata applicata solo una volta nella missione suborbitale di Space ship one.
Un altro nome dei razzi a propellente ibrido è razzi a litergolo.
Gli impulsi specifici degli ibridi arrivano fino a 350 secondi.

## Tecniche di raffreddamento
A causa delle elevate temperature in camera di combustione e nell'ugello gasdinamico, soprattutto nel tratto convergente, sono necessari sistemi di controllo termico per proteggere le pareti dagli elevati flussi termici dati dai gas in fase di combustione o combusti. I maggiori sistemi di protezione termica sono:
- Sistemi a raffreddamento rigenerativo, che comprendono un complesso sistema di condotti in cui scorre un refrigerante (tipicamente il combustibile, ad esempio idrogeno) a cui viene ceduta potenza termica durante il passaggio. La complessa rete di canali può scorrere in equicorrente o in controcorrente rispetto alla direzione dei gas di combustione. Questa soluzione è adottata nei motori principali (SSME) dello Space Shuttle e anche nel motore Vulcain di Ariane 5.
- Sistemi a raffreddamento a film liquido o a traspirazione, in cui strati di liquido refrigerante, tipicamente lo stesso combustibile non combusto, scorrono all'interno della parte convergente e divergente dell'ugello, proteggendo la parete. Nel caso a traspirazione, una parete porosa fa passare delle gocce di refrigerante che proteggono la parete stessa e assorbono gli elevati flussi termici.
- Sistemi a raffreddamento ablativo, in cui il materiale ablativo subisce una forte reazione endotermica a contatto con alti gradienti termici, degradando se stesso e producendo un residuo carbonioso. Questa tecnica non è stazionaria e non comporta riutilizzabilità del sistema di raffreddamento. A volte è utilizzata come sicurezza in zone termicamente particolarmente sollecitate.
- Sistemi a raffreddamento a pozzo termico: un materiale ad alta conduttività termica trasporta il calore assorbito verso altre zone. La temperatura di fusione del materiale deve essere alta. Sono utilizzati metalli ad alto punto di fusione.
- Sistemi a raffreddamento radiativo: l'elevata emissività termica di alcuni materiali permette il raffreddamento attraverso l'irraggiamento di altre zone.